# 밀양 송전탑 사건
밀양 송전탑 사건(密陽送電塔事件)은 대한민국 경상남도 밀양시에 건설될 예정인 765 킬로볼트(kV)의 고압 송전선 및 송전탑의 위치 문제를 두고, 밀양 시민과 한국전력 사이에 벌어지고 있는 일련의 분쟁을 통틀어 일컫는 말이다. 이 사태로 공사가 중단되었다가 뒤늦게 완공된 곳은 신고리~북경남 송전선(총연장 90.5km로 예정)의 제2구간으로, 송전선은 완공 이후 울산 신고리원자력발전소 3호기에서 생산한 전력을 창녕군의 북경남 변전소로 수송하는 역할을 맡게 된다.

## 일지
- 2001년 5월 한전, 송전선로 경유지 및 변전소 부지 선정.
- 2005년 8월 한전, 주민 설명회
- 2005년 10월 환경영향평가
- 2007년 11월 정부, 신고리 원전-북경남변전소 765kV 송전선로 건설사업 승인.
- 2008년 7월 밀양주민들, 송전선로 백지화 요구 첫 궐기대회
- 2009년 12월 국민권익위원회 주관 밀양지역 송전탑 갈등조정위원회 구성
- 2010년 11월 경실련 주관 밀양 송전탑 보상제도 개선추진위원회 구성
- 2011년 5월∼7월 밀양주민-한전 대화위원회 운영, 18차례 대화
- 2012년 1월16일 이치우(당시 74세)씨 분신 자살
- 2012년 3월7일 밀양 송전탑 구간 공사 중지
- 2012년 6월11일 밀양 송전탑 구간 공사 재개
- 2012년 7월 밀양 상동면에 헬기로 3t 굴삭기 및 자재 투입
- 2012년 9월 밀양 송전선로 한전 대책위 구성
- 2012년 9월24일 국회 현안 보고 이후 밀양 송전탑 구간 공사 중지
- 2013년 5월15일 한전, 송전탑 공사 재개 방침 공식화
- 2013년 5월18일 한전, 송전탑 공사재개 관련 대국민 호소문 배포
- 2013년 5월20일 한전, 밀양시 4개면 6개 지역 공사 재개 시도. 2개 지역 주민과 대치
- 2013년 5월29일 한전-밀양 주민 공사 일시 중단 및 전문가협의체를 통한 대안 연구 합의
- 2013년 9월11일 정홍원 국무총리 밀양 방문해 공사 강행 시사. 밀양 송전탑 갈등 해소 특별지원협의회, 가구당 400만원씩 개별보상·태양광 밸리 사업 추진 등을 핵심으로 한 주민 보상안 확정.
- 2013년 10월 1일 한전, 10월 2일부터 송전선로 공사 재개 방침 및 공사재개에 따른 호소문 발표
- 2013년 12월6일 상동면 고정 마을 주민 유한숙(71)씨 농약 마시고 음독 자살
- 2013년 12월13일 권모(53)씨 자살 기도.
- 2014년 6월 11일 밀양시, 송전선로 건설 반대 농성장 철거 행정대 집행. 경찰 20개 중대 2000여명 및 한전 직원 250명 투입. 반대 농성장 철거. 철거 과정에서 시민단체 및 수녀 참가. 20여명이 실신 및 부상.
- 2014년말 신고리 원전 3호기 준공 예정.

## 논점

### 고압선의 전자파가 사람에게 끼치는 영향

#### 인체 유해설
2013년 9월 송전탑 건설을 반대하는 밀양시민 일부와 환경단체들은 고압 송전탑이 인체에 유해하다고 주장했다.
2013년 7월 29일, 국회 환경노동위원회 소속 민주당 장하나 의원은 한국전력공사로부터 '가공송전선로 전자계 노출량 조사연구' 보고서를 입수해 분석한 결과 765kV 고압 송전선로 80m 이내에는 페이칭 보고서 기준으로, 어린이 백혈병 발병률이 3.8배 높아지는 3mG(밀리가우스자기장 세기 단위) 전자파에 연중 노출되는 것으로 분석됐다고 밝혔다. 이에 대해 한국전력은 그 거리에는 1가구만 있다고 주장했으나, 밀양의 반대주민들은 수십가구가 농사를 연중 짓는다고 주장했다.
2013년 3월 21일 전라북도 남원시 이백면 주민들이 집단 암발병과 집단 백내장 발병으로 공포에 떨고 있다. 주민들은 고압 송전탑 때문이라고 의심하고 있다.
2012년 10월 3일 무소속 심상정, 김제남 의원이 환경부와 지식경제부 자료를 분석한 결과, 24시간 평균 2mG 이상의 자기장에 노출된 인구는 지난해 기준 전체의 11.34%인 565만 명, 3mG 이상 노출 인구는 363만 명, 4mG 이상은 302만 명으로 추정했다. 스웨덴과 미국 국립방사선방호위원회(NCRP)는 24시간 평균 2mG 이하로 자기장에 노출되도록 권고하고 있다.
2010년 충청남도 청양군 화성면 용당리의 강광범(56)씨가 자신의 마을 앞에 설치된 송전탑의 고정볼트 45개를 풀다가 경찰에 잡혔다. 강씨는 2008년 설치된 고압 송전탑 때문에 자신이 암에 걸렸다고 생각하고 있다.

#### 인체 무해설
송전선로 주변에서 암 환자와 가축 피해가 발생했다는 주장은 전혀 근거 없는 소문이며, 세계보건기구(WHO)도 전자계 장기 노출 때 암이 진전된다는 생체 작용은 밝혀지지 않았다고 발표한 바 있다고 한전은 설명했다. 전자파에 민감한 꿀벌도 송전탑에 집을 짓고 서식하는 모습이 발견됐으며, 송전선로와 변전소 주변 주민들이 건강하게 살고 있다고 덧붙였다.
안윤옥 서울대 의대 교수는 2010년 7월 21일 서울신문 기고문을 통해 암의 주요한 일차적 발병원인은 개인의 생활환경과 생활습관에 있고 극저주파 자기장이 암의 원인이라고 주장하기에는 아직 과학적인 증거가 부족한 상황이라고 밝혔다.서울의대는 정부 연구과제로 지난 2002년 9월부터 2008년 8월까지 6년간 환자군과 대조군 각 470명을 대상으로 역학조사를 벌여 '송전선로 전자계 노출과 소아암 발병과의 관련성' 연구를 진행했다. 연구팀은 "전자계가 소아암에 미치는 영향에 대해 국제적으로 논란이 있었으나 정부가 추진한 세계적인 규모의 역학 조사결과 이같은 논란을 불식시킬 수 있는 결과를 도출했다"고 밝혔다.
한국전기연구원 명성호 박사팀과 안전성평가연구소 정문구 박사팀은 지난 2004년부터 3년간 400마리의 실험쥐를 대상으로 실험을 한 결과 송전선로에서 발생하는 전자계는 뇌종양 발생과 무관하다는 연구결과가 나왔다고 2008년 12월 4일 밝혔다.

### 송전탑의 필요성과 원자력 발전소의 안전성에 관련된 논란
밀양시의 송전탑에 반대하는 주민들과 환경운동가들은 송전탑이 불필요하다는 근거로 신고리 원자력 발전소 3호기가 들어서더라도 다른 송전탑을 이용해 송전할 수 있다는 주장, 신고리 원자력 발전소가 2014년 여름 가동되면 송전 용량이 초과되어 건설을 서둘러야 한다는 정부측에 대해 신고리 3호기도 원전 비리에 연관되어 시험성적서를 위조한 부품을 사용한 사실이 드러나 안전성이 확인되지 않은 부품은 위험하기 때문에 신고리 원자력 발전소를 2014년에 가동하면 안 되므로 밀양 송전탑을 2014년 여름까지 조속히 건설할 필요가 없다는 주장, 용량이 초과되는 일은 신고리원자력발전소 7,8호기를 건설하면서 노후화되어 안전사고가 발생하고있는 고리원자력발전소 1호기의 사용을 연장할때나 일어나는 것으로 고리원자력발전소 1호기를 연장하는 것이나 이 지역에 원자력 발전소를 집중적으로 건설하는 일 모두 위험하다는 주장 등을 하고 있다.

## 여파
2014년 송전선이 뒤늦게 완공되었으나 밀양 지역내 갈등 및 타 지역의 신규 고압 송전선 건설에 대한 갈등이 남아있으며, 원자력 발전소등의 전력을 수요가 많은 곳으로 송전한다는 점이 유사한 동해안-신가평 HVDC 송전선 등에 대해 유사한 갈등이 빚어지고 있다.

## 같이 보기
- 전자파와 건강
- 신고리원자력발전소